# Plaza Mayor de Ciudad Real
Plaza Mayor de Ciudad Real es  el principal espacio social y público de la ciudad. Constituye el centro de la ciudad, en torno al cual gira la localidad. 
Está ubicada en Ciudad Real en la comunidad autónoma de Castilla-La Mancha, España. Es un lugar emblemático de la ciudad, con una historia que se remonta a la fundación de la localidad en el siglo XIII.

## Historia
La Plaza Mayor ha sido el lugar de encuentro y centro comercial de Ciudad Real  desde su inicio. Durante la Edad Media, en ella se llevaban a cabo mercados, ferias y actividades sociales. Con el paso de los siglos, ha tenido varias remodelaciones que han cambiado su aspecto, adaptándola a los nuevos tiempos sin perder su esencia histórica.
En el siglo XIX, la plaza tuvo grandes cambios urbanos, incluyendo la construcción de edificios administrativos y comerciales. En el siglo XX, se hizo principalmente peatonal, convirtiéndose en un lugar de encuentro ciudadano y actividades culturales.

## Características y edificios emblemáticos
La Plaza Mayor de Ciudad Real está rodeada de edificios con gran valor histórico y arquitectónico.  Entre los más importantes se encuentran:
- Ayuntamiento de Ciudad Real: Un edificio de estilo neogótico construido en 1976, que se basa en la arquitectura flamenca.

- La Casa del Arco: Antigua sede del Concejo de la ciudad, que cuenta con el famoso reloj carrillón donde aparecen figuras de Don Quijote de la Mancha y Sancho Panza a ciertas horas del día.[2]

- Los diversos establecimientos comerciales que rodean la plaza y que aglutinan a gran cantidad de población durante todo el día.

## Usos y actividades
La Plaza Mayor es el escenario de numerosas festividades y eventos a lo largo del año, como la Semana Santa, la Pandorga, el Carnaval y la Feria de Agosto. También es un punto habitual de reunión para locales y turistas, ofreciendo terrazas y espacios para el esparcimiento.
En la  Semana Santa en Ciudad Real la plaza mayor es el eje del recorrido oficial que recorren todas las hermandades de la ciudad y donde se colocan gradas para que se puedan ver las estaciones de penitencia con mayor tranquilidad.

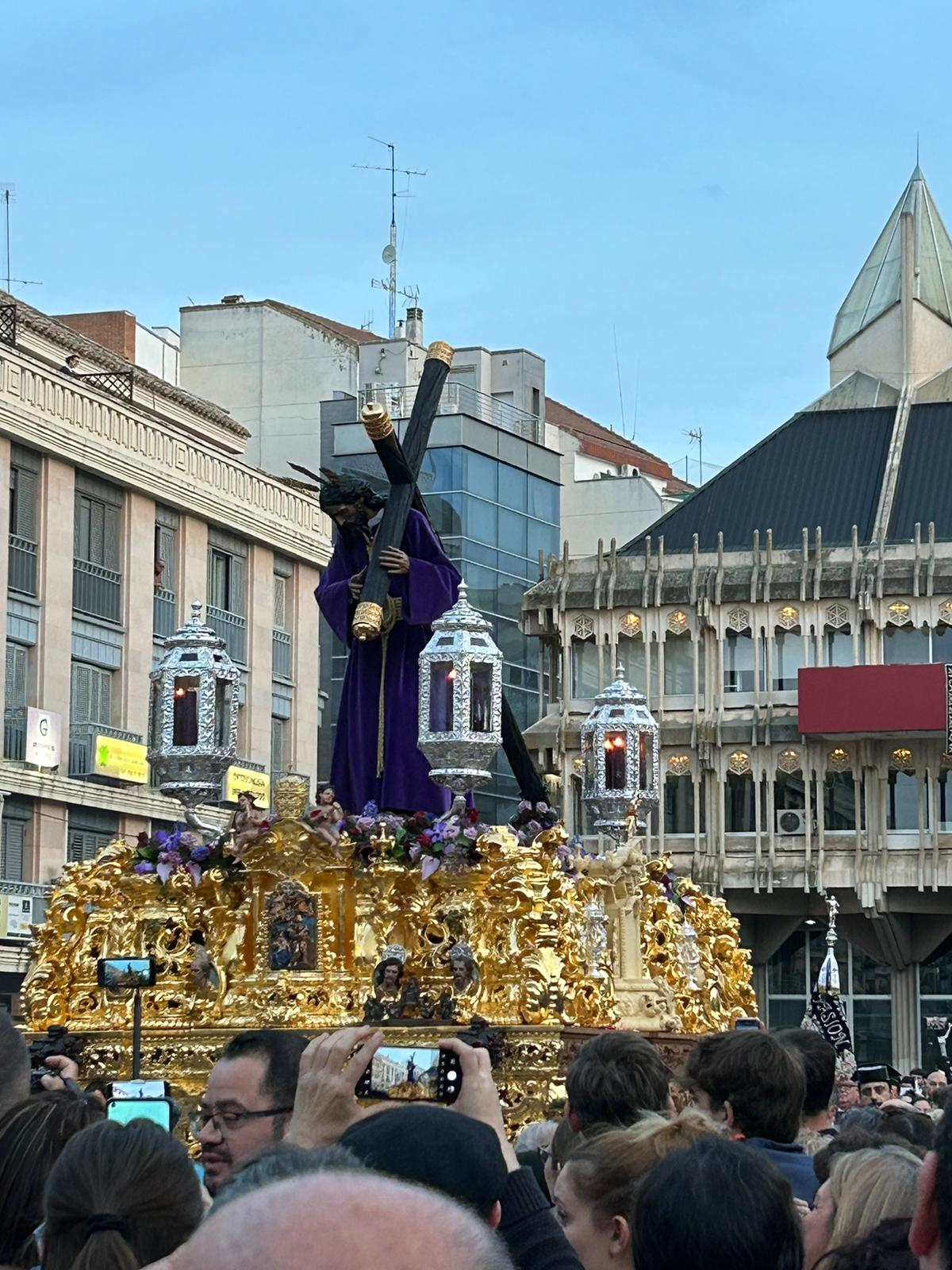
Nuestro Padre Jesús de Nazareno por la plaza mayor

La Pandorga (Ciudad Real) celebrada el 31 de julio cada año aglutina a gran cantidad de gente tanto por la tarde con la ofrenda a la virgen del prado, como por la noche con espectáculos en vivo hasta altas horas de la madrugada.
El Domingo de Piñata donde gran cantidad de asociaciones recorren las calles de la ciudad con sus respectivos disfraces, tiene el desenlace final en la plaza donde se otorga el “Arlequín de oro” al ganador.

## Curiosidades
- La Plaza Mayor tiene su origen en la fundación de Ciudad Real en el siglo XIII por el rey Alfonso X de Castilla.[5] Inicialmente, era un lugar para mercado y encuentros.

- En épocas anteriores, la plaza tenía un mercado donde los vendedores ofrecían productos locales. Esta costumbre comercial ha perdurado a lo largo de los años, aunque ahora se lleva a cabo en otras zonas de la ciudad.

- Aunque hoy se llama Plaza Mayor, a lo largo de la historia ha recibido diferentes nombres, según el periodo histórico y los gobernantes.